# Swissuniversities
Ne doit pas être confondu avec Conseil des écoles polytechniques fédérales.
Swissuniversities est la faîtière (conférence intercantonale) des recteurs des universités et des hautes écoles suisses. Elle revêt la forme d'une association et a pour membres 35 institutions d'enseignement en Suisse.

## Institutions membres
Swissuniversities a pour membres les deux EPF, les dix universités publiques, les neuf hautes écoles spécialisées et les quatorze hautes écoles pédagogiques.

### Hautes écoles pédagogiques
| Nom                                                        | Siège         | Canton(s) | Représentant       |
| ---------------------------------------------------------- | ------------- | --- | ------------------ |
| Haute école pédagogique - BEJUNE (HEP-BEJUNE)              | Delémont      | Berne Jura Neuchâtel | Maxime Zuber       |
| Haute école pédagogique Fribourg (HEP-Fribourg)            | Fribourg      | Fribourg | Michael Piek       |
| Haute école pédagogique du Valais (HEP-Valais)             | Saint-Maurice | Valais | Peter Summermatter |
| Haute école pédagogique Vaud (HEP-Vaud)                    | Lausanne      | Vaud | Thierry Dias       |
| Interkantonale Hochschule für Heilpädagogik (de) (HfH)     | Zurich        | Argovie Appenzell Rhodes-Extérieures Appenzell Rhodes-Intérieures Glaris Grisons Obwald Saint-Gall Schaffhouse Schwytz Soleure Thurgovie Zurich Zoug Liechtenstein | Barbara Fäh        |
| Pädagogische Hochschule Bern (de) (PH Bern)                | Berne         | Berne | Martin Schäfer     |
| Pädagogische Hochschule Graubünden (de) (PHGR)             | Coire         | Grisons | Gian-Paolo Curcio  |
| Pädagogische Hochschule Luzern (PH Luzern)                 | Lucerne       | Lucerne | Kathrin Krammer    |
| Pädagogische Hochschule Schaffhausen (de) (PH Shaffhausen) | Schaffhouse   | Schaffhouse | Thomas Meinen      |
| Pädagogische Hochschule Schwyz (de) (PH Schwyz)            | Goldau        | Schwytz | Silvio Herzog      |
| Pädagogische Hochschule St. Gallen (de) (PH St. Gallen)    | Saint-Gall    | Saint-Gall | Horst Biedermann   |
| Pädagogische Hochschule Thurgau (de) (PH Thurgau)          | Kreuzlingen   | Thurgovie | Priska Sieber      |
| Pädagogische Hochschule Zug (de) (PH Zug)                  | Zoug          | Zoug | Esther Kamm        |

### Hautes écoles spécialisées
| Nom                                                                     | Siège       | Canton(s) | Représentant              |
| ----------------------------------------------------------------------- | ----------- | --- | ------------------------- |
| Haute École spécialisée bernoise (BHF)                                  | Berne       | Berne | Sebastian Wörwag          |
| Fachhochschule Graubünden (de) (FHGR)                                   | Coire       | Grisons | Jürg Kessler              |
| Fachhochschule Nordwestschweiz (de) (FHNW)                              | Windisch    | Argovie Bâle-Campagne Bâle-Ville Soleure                                                                                        | Crispino Bergamaschi (de) |
| Fachhochschule Ostschweiz (FHO)                                         | Saint-Gall  | Schwytz Glaris Schaffhouse Appenzell Rhodes-Intérieures Appenzell Rhodes-Extérieures Saint-Gall Grisons Thurgovie Liechtenstein | Daniel Seelhofer          |
| Haute École spécialisée de Suisse occidentale (HES-SO)                  | Delémont    | Genève Vaud Fribourg Valais Neuchâtel Jura                                                                                      | Luciana Vaccaro           |
| Kalaidos Fachhochschule Schweiz (de) (école privée)                     | Zurich      | Suisse | René Weber                |
| Haute École de Lucerne (HSLU)                                           | Lucerne     | Lucerne Uri Schwytz Obwald Nidwald Zoug                                                                                         | Markus Hodel              |
| Scuola universitaria professionale della Svizzera italiana (it) (SUPSI) | Manno       | Tessin Grisons | Franco Gervasoni          |
| Zürcher Fachhochschule (de) (ZFH)                                       | Zurich      | Zurich | Thomas D. Meier (de)      |
| Université des sciences appliquées de Zurich (ZHAW)                     | Winterthour | Zurich | Jean-Marc Piveteau        |

### Universités et EPF
| Nom                                                 | Siège      | Représentant               |
| --------------------------------------------------- | ---------- | -------------------------- |
| École polytechnique fédérale de Lausanne (EPFL)     | Lausanne   | Martin Vetterli            |
| École polytechnique fédérale de Zurich (ETH Zürich) | Zurich     | Joël Mesot                 |
| Université de Bâle                                  | Bâle       | Andrea Schenker-Wicki (de) |
| Université de Berne                                 | Berne      | Christian Leumann          |
| Université de Fribourg                              | Fribourg   | Astrid Epiney              |
| Université de Genève                                | Genève     | Yves Flückiger             |
| Université de Lausanne                              | Lausanne   | Frédéric Herman            |
| Université de Lucerne                               | Lucerne    | Bruno Staffelbach (de)     |
| Université de Neuchâtel                             | Neuchâtel  | Kilian Stoffel             |
| Université de Saint-Gall                            | Saint-Gall | Bernhard Ehrenzeller (de)  |
| Université de la Suisse italienne                   | Lugano     | Boas Erez                  |
| Université de Zurich                                | Zurich     | Michael Schaepman (de)     |

## Organisation
Swissuniversities est une association disposant d'une assemblée plénière, d'un comité et de trois chambres (une par catégorie d'institution).

### Bases légales
- Loi fédérale sur l’encouragement des hautes écoles et la coordination dans le domaine suisse des hautes écoles (LEHE) du 30 septembre 2011 (état le 1er mars 2021), RS 414.20.
- « Statuts de l’association swissuniversities », sur swissuniversities.ch, 20 janvier 2015 (consulté le 2 juillet 2021).